# Kanotsport vid olympiska sommarspelen 1956
Kanotsport vid olympiska sommarspelen 1956 paddlades på Lake Wendouree i Australien.

## Medaljsummering
Herrar
| Event                       | Guld                                                       | Silver                                            | Brons                                 |
| C-1 1000 meter Detaljer...  | Leon Rotman Rumänien                                       | István Hernek Ungern                              | Gennadij Bucharin Sovjetunionen       |
| C-1 10000 meter Detaljer... | Leon Rotman Rumänien                                       | János Parti Ungern                                | Gennadij Bucharin Sovjetunionen       |
| C-2 1000 meter Detaljer...  | Rumänien Alexe Dumitru Simion Ismailciuc                   | Sovjetunionen Pavel Charin Gratsian Botev         | Ungern Károly Wieland Ferenc Mohácsi  |
| C-2 10000 meter Detaljer... | Sovjetunionen Pavel Charin Gratsian Botev                  | Frankrike Georges Dransart Marcel Renaud          | Ungern Imre Farkas József Hunics      |
| K-1 1000 meter Detaljer...  | Gert Fredriksson Sverige                                   | Igor Pisarev Sovjetunionen                        | Lajos Kiss Ungern                     |
| K-1 10000 meter Detaljer... | Gert Fredriksson Sverige                                   | Ferenc Hatlaczky Ungern                           | Michel Scheuer Tysklands förenade lag |
| K-2 1000 meter Detaljer...  | Tysklands förenade lag Michel Scheuer Meinrad Miltenberger | Sovjetunionen Michail Kaaleste Anatolij Demitkov  | Österrike Max Raub Herbert Wiedermann |
| K-2 10000 meter Detaljer... | Ungern János Urányi László Fábián                          | Tysklands förenade lag Fritz Briel Theodor Kleine | Australien Dennis Green Walter Brown  |

Damer
| Event                     | Guld                                | Silver                              | Brons             |
| K-1 500 meter Detaljer... | Jelizaveta Dementieva Sovjetunionen | Therese Zenz Tysklands förenade lag | Tove Søby Danmark |

## Medaljtabell
| Pl. | Nation                 | Guld | Silver | Brons | Totalt |
| --- | ---------------------- | ---- | ------ | ----- | ------ |
| 1   | Rumänien               | 3    | 0      | 0     | 3      |
| 2   | Sovjetunionen          | 2    | 3      | 2     | 7      |
| 3   | Sverige                | 2    | 0      | 0     | 2      |
| 4   | Ungern                 | 1    | 3      | 3     | 7      |
| 5   | Tysklands förenade lag | 1    | 2      | 1     | 4      |
| 6   | Frankrike              | 0    | 1      | 0     | 1      |
| 7   | Australien             | 0    | 0      | 1     | 1      |
| 7   | Österrike              | 0    | 0      | 1     | 1      |
| 7   | Danmark                | 0    | 0      | 1     | 1      |